# قهرمان اکشن
قهرمان اکشن (به انگلیسی: Action Hero) یک فیلم کمدی اکشن آمریکایی محصول سال ۲۰۱۴ که توسط برایان تامپسون کارگردانی و بازی شده‌است. این فیلم نقیضه‌ای از فیلم بی‌مصرف‌ها است. بری تامپسون گفت که این اثر شامل حوادثی است که وی در زندگی خود شاهد آن بوده‌است. این فیلم در آی‌تیونز منتشر شد.

## بازیگران
- برایان تامپسون: دوسلدورف
- ماریسا رامیرز: ماریا
- یان پاتریک ویلیامز: سر جفری
- گری گراهام: برتون، تهیه‌کننده فیلم
- میشل لارنس: امیلی
- لی گرلینگتون: رنگ
- کارل سیارفلیو:
- آدام جی اسمیت: بهترین پسر
- ران توماس: مارک، هماهنگ‌کننده شیرین‌کاری
- مارک داکاسیوس: مارک، فیلم‌نامه‌نویس
- دیوید: مهندسی صدا
- لسلی گارزا ریورا: سلما هایک